# Jalostotitlán
Jalostotitlán är en ort i Mexiko.   Den ligger i kommunen Jalostotitlán och delstaten Jalisco, i den centrala delen av landet, 400 km nordväst om huvudstaden Mexico City. Jalostotitlán ligger 1 763 meter över havet och antalet invånare är 22 407.
Terrängen runt Jalostotitlán är en högslätt. Runt Jalostotitlán är det ganska tätbefolkat, med 65 invånare per kvadratkilometer. Närmaste större samhälle är San Juan de los Lagos, 16,5 km nordost om Jalostotitlán. I omgivningarna runt Jalostotitlán växer huvudsakligen savannskog.